# Elaphrosaurus

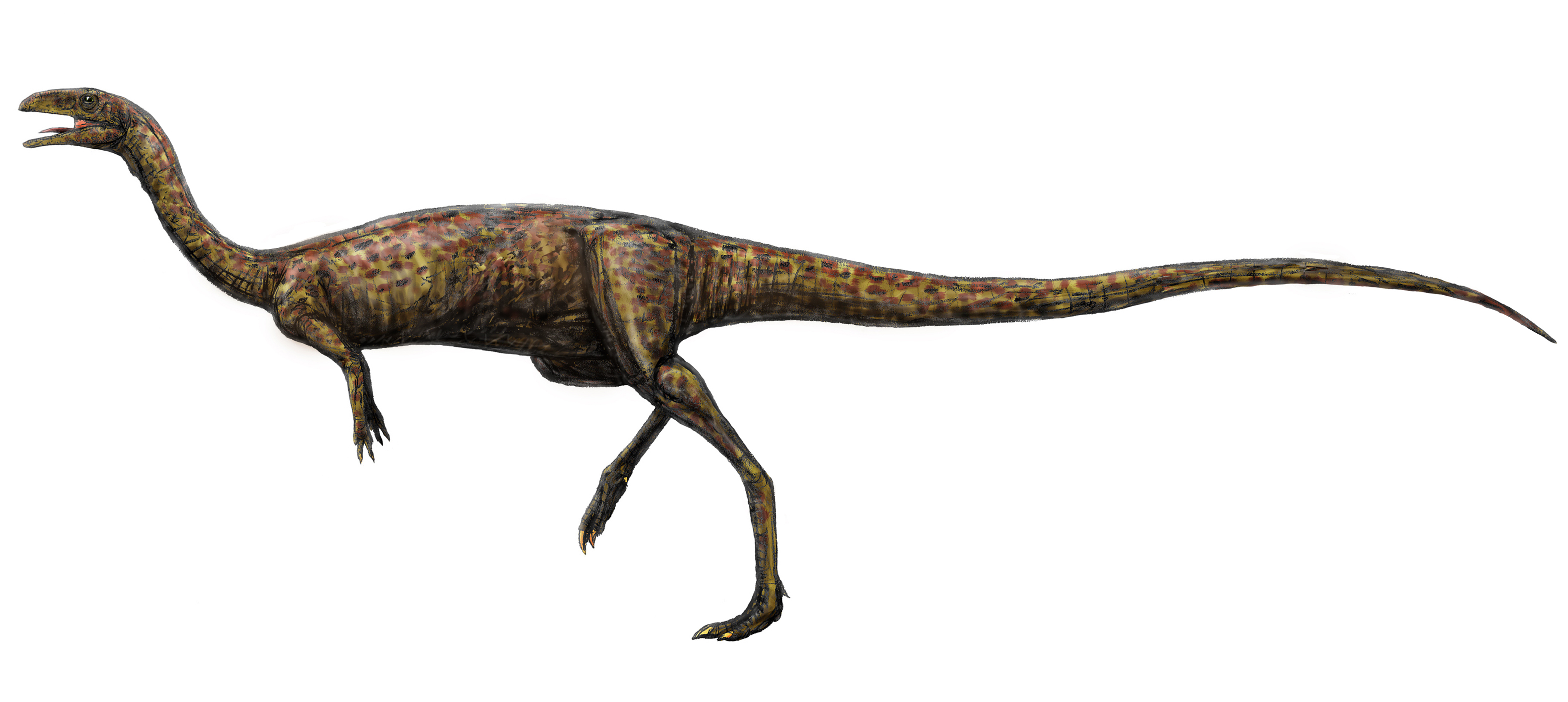
Künstlerische Lebendrekonstruktion von Elaphrosaurus bambergi

 Elaphrosaurus  ist eine Gattung theropoder Dinosaurier aus der Gruppe der Ceratosauria, die während des Oberjura (spätes Kimmeridgium bis evtl. bis frühes Tithonium) in Ostafrika lebte. 
Ihre Überreste wurden während der deutschen Tendaguru-Expeditionen (1909–1913) in der Nähe des Hügels Tendaguru in Tansania gefunden und 1920 von dem deutschen Dinosaurierspezialisten Werner Janensch beschrieben. Einzige Art und damit Typusart ist Elaphrosaurus bambergi. Die Gattung ist vor allem durch ein teilweise erhaltenes Skelett bekannt, dem unter anderem der Schädel, Unterarm- und Hand und einige Beckenknochen fehlen. Es handelt sich um den mit Abstand bestbekannten Theropoden aus Tendaguru. Der Name bedeutet „Leichtfüßige Echse“ (gr. elaphros – „flink“, „leichtfüßig“, sauros – „Echse“), in Anspielung auf den schlanken Körperbau.

## Merkmale
Elaphrosaurus gilt als sehr leichtgebauter und schneller Läufer. Die Halswirbel waren relativ lang und ergaben einen verhältnismäßig langen Hals. Schienbein, Wadenbein und Mittelfußknochen waren verlängert, während der Oberarm recht kurz war. Werner Janenschs Rekonstruktion des Holotyp-Skeletts zeigt eine Länge von etwa 5,35 Meter und eine Hüfthöhe von etwa 1,45 Meter. Dieses Skelett gehörte wahrscheinlich zu einem erwachsenen Tier, worauf die Verschmelzung der Halsrippen mit den jeweiligen Wirbeln, die Verschmelzung der Wirbelbögen mit den Wirbelkörpern der Rückenwirbel sowie die Verschmelzung des Kreuzbeins hinweisen. Von allen anderen Ceratosauria lässt sich Elaphrosaurus durch verschiedene einzigartige Merkmale unterscheiden, darunter der stark konkave untere Rand der Halswirbel und das Schulterblatt, dessen Breite die Höhe der Wirbelsäule übertrifft.

## Funde und Arten
Das Holotyp-Exemplar (Exemplarnummer HMN Gr. S. 38–44) ist ein fragmentarisches Skelett; nicht überliefert sind der Schädel, Unterarm und Hand, Rippen, Schambein, Ischium und die letzten Schwanzwirbel. Dieses Skelett ist in der Ausstellung des Berliner Museums für Naturkunde zu sehen. Einige weitere isolierte Einzelfunde aus Tendaguru werden ebenfalls Elaphrosaurus zugeordnet. Fast alle Fossilien stammen aus den Mittleren Saurierschichten aus einem einzigen Steinbruch (bezeichnet als dd) nördlich von Tendaguru nahe der Siedlung Kindope. Derselbe Steinbruch barg die Überreste von Dicraeosaurus, Giraffatitan und Gigantosaurus.
Ernst Stromer (1934) schrieb Elaphrosaurus drei weitere Funde zu, die er in der Bahariyya-Oase in Ägypten entdeckt hatte. Diese Funde sind heute zerstört; anhand der Beschreibungen lassen sich jedoch nach heutigem Stand keine Merkmale feststellen, die eine Zuordnung zur Gattung Elaphrosaurus rechtfertigen können.
Albert-Félix de Lapparent (1960) benannte zwei weitere Arten aus der Unterkreide von Niger – Elaphrosaurus iguidiensis und Elaphrosaurus gautieri. Während Elaphrosaurus gautieri heute als eigenständige Gattung (Spinostropheus) angesehen wird, gilt Elaphrosaurus iguidiensis als nicht weiter zuzuordnender Theropode und als Nomen dubium.
Peter Galton (1982) schrieb Elaphrosaurus einen Oberarmknochen aus der nordamerikanischen Morrison-Formation zu.

## Systematik
Die Verwandtschaftsbeziehungen von Elaphrosaurus waren lange unklar. Anfangs stellte ihn Werner Janensch (1920, 1925) zu den Coeluridae, einer Gruppe, in welcher damals nahezu sämtliche kleinen und leichtgebauten Theropoden gesammelt wurden. Franz Nopcsa (1928) schlug Elaphrosaurus als ein Vertreter der Ornithomimidae vor, was von späteren Autoren (Russell, 1972; Galton, 1982) bestätigt wurde. Diese Zuordnung basierte vor allem auf dem schlanken und gestreckten, einen nur niedrigen Deltopectoralkamm aufweisenden Oberarmknochen. Erst in den frühen 1990ern, nach der Entdeckung und Beschreibung verschiedener Vertreter der Abelisauridae, wurde die Zugehörigkeit zu den Ceratosauria erkannt.